# Gryffin
Daniel Allen Griffith, conocido por su nombre artístico Gryffin (a menudo estilizado como GRYFFIN), es un DJ, remezclador y productor discográfico estadounidense. Obtuvo reconocimiento por remezclar algunas canciones conocidas como «Talking Body» de Tove Lo, «Animals» de Maroon 5 y «Desire» de Years & Years.

## Primeros años
Gryffin nació el 29 de septiembre de 1987 en San Francisco, California. Gryffin creció como un pianista de formación clásica y aprendió a tocar la guitarra a una edad temprana. Tocó en bandas para perfeccionar inicialmente sus habilidades instrumentales. Estudió ingeniería eléctrica en la Universidad del Sur de California, donde pasó gran parte de su tiempo libre en su dormitorio para trabajar en la música. Cuando se le preguntó sobre sus lecciones clave de producción musical, dijo: "Al principio, solo lancé música con el objetivo principal de que mis amigos la tocaran en fiestas universitarias y nunca hubiera imaginado que llegaría a este punto". Hizo su debut mundial en el SnowGlobe Music Festival 2015.
Se mudó a Los Ángeles para estar más cerca de su sello y administración.

## Carrera
El 22 de enero de 2016, Gryffin lanzó su primer sencillo titulado "Heading Home" con el cantante australiano Josef Salvat a través de Darkroom subsidiaria de Interscope Records. El 2 de mayo de 2016, se subió un video musical oficial en su canal de YouTube. La canción alcanzó el número 22 en la lista Hot Dance Electronic Songs, número 21 en la lista Dance Electronic Digital Songs, número 1 en la lista Spotify Viral 50 y número 5 en el Billboard Twitter Emerging Carta de artistas.
El 26 de agosto de 2016, lanzó una canción titulada "Whole Heart" con Bipolar Sunshine. En una entrevista, sobre la canción "Whole Heart", Gryffin dijo que "Whole Heart" es un gran paso para mí como artista, ya que representa una madurez en desarrollo de mi sonido y profundidad de composición".

### 2017
2017 vio tres sencillos para Griffith. " Feel Good ", una colaboración con DJ Illenium y la cantante Daya, fue lanzado el 3 de marzo. "Love in Ruins" con el cantante Sinéad Harnett fue lanzado el 7 de julio y "Nobody Compares to You" con Katie Pearlman fue lanzado el 6 de octubre

### 2018
2018 resultó ser un gran año para Griffith, lanzando cinco sencillos durante todo el año. Su primer sencillo del año, "Winnebago" con Quinn XCII y Daniel Wilson fue lanzado el 20 de abril. Siguió con el sencillo "Just for a Moment" con Iselin, lanzado el 22 de junio y "Tie Me Down" con Elley Duhé, lanzado el 3 de agosto Dos meses después del lanzamiento de "Tie Me Down", Griffith lanzó una canción con Zohara. "Remember" fue lanzado el 26 de octubre y finalmente encabezó las listas de baile de Estados Unidos, marcando la primera canción de éxito número uno de Griffith.

## Discografía

### Álbumes de estudio
| Título  | Detalles                                                                                                 |
| ------- | --- |
| Gravity | - Publicado: 24 de octubre de 2019 - Discográfica: Interscope - Formato: CD, descarga digital, streaming |

### Extended play
| Título          | Detalles                                                                                                 |
| --------------- | --- |
| Gravity: Part I | - Publicado: 14 de diciembre de 2018 - Discográfica: Interscope - Formato: descarga digital, transmisión |

### Sencillos
| Título                                                                         | Año  | Mejores posiciones en las listas | Mejores posiciones en las listas | Mejores posiciones en las listas | Mejores posiciones en las listas | Álbum          |
| Título                                                                         | Año  | EE. UU. Dance/Elec.              | EE. UU. Dance Digital            | EE. UU. Dance Club               | Nueva Zelanda Hot.               | Álbum          |
| ------------------------------------------------------------------------------ | ---- | -------------------------------- | -------------------------------- | -------------------------------- | -------------------------------- | -------------- |
| "Heading Home" (featuring Josef Salvat)                                        | 2016 | 22                               | 21                               | —                                | —                                | —              |
| "Whole Heart" (with Bipolar Sunshine)                                          | 2016 | 17                               | 28                               | —                                | —                                |                |
| "Feel Good" (with Illenium featuring Daya)                                     | 2017 | 17                               | 18                               | —                                | 6                                | —              |
| "Love in Ruins" (featuring Sinéad Harnett)                                     | 2017 | 33                               | —                                | 6                                | —                                |                |
| "Nobody Compares to You" (featuring Katie Pearlman)                            | 2017 | 20                               | 11                               | —                                | —                                | Gravity, Pt. I |
| "Winnebago" (featuring Quinn XCII and Daniel Wilson)                           | 2018 | 38                               | —                                | —                                |                                  |                |
| "Just for a Moment" (featuring Iselin Solheim)                                 | 2018 | 48                               | —                                | —                                | —                                | Gravity, Pt. I |
| "Tie Me Down" (with Elley Duhé)                                                | 2018 | 15                               | 9                                | 11                               | —                                | Gravity, Pt. I |
| "Remember" (with Zohara)                                                       | 2018 | 22                               | 14                               | 1                                | —                                | Gravity, Pt. I |
| "Bye Bye" (featuring Ivy Adara)                                                | 2018 | 35                               | 21                               | —                                | —                                | Gravity, Pt. I |
| "All You Need to Know" (with Slander featuring Calle Lehmann)                  | 2019 | 12                               | —                                | —                                | —                                | Gravity        |
| "Hurt People" (with Aloe Blacc)                                                | 2019 | 28                               | —                                | 19                               | —                                | Gravity        |
| "OMG" (with Carly Rae Jepsen)                                                  | 2019 | 16                               | —                                | 1                                | —                                | Gravity        |
| "Baggage" (with Gorgon City and AlunaGeorge)                                   | 2019 | 32                               | —                                | —                                | —                                | Gravity        |
| "Body Back" (featuring Maia Wright)                                            | 2019 | 14                               | —                                | —                                | 14                               | Gravity        |
| "—" indica que el sencillo no fue lanzado o no se posicionó en ese territorio. |      |                                  |                                  |                                  |                                  |                |

### Otras canciones listadas
| Título                                             | Año  | Mejores posiciones en las listas | Álbum   |
| Título                                             | Año  | EE. UU. Dance                    | Álbum   |
| -------------------------------------------------- | ---- | -------------------------------- | ------- |
| "You Remind Me" (featuring Stanaj)                 | 2018 | 43                               | Gravity |
| "Need Your Love" (with Seven Lions and Noah Kahan) | 2019 | 12                               | Gravity |